# 데브 (가수)
데빈 스타 테일즈(1989년 7월 2일 ~ )는 데브(Dev)라는 예명으로 활동하는 미국의 가수 겸 랩퍼이다. 음악 프로듀서인 더 캐터락스에 의해 마이스페이스에서 발굴되었다. 데브의 노래 "부티 바운스(Booty Bounce)"는 파 이스트 무브먼트의 싱글 "라이크 어 지식스(Like A G6)"에 샘플링으로 사용되어, 미국 빌보드 핫 100 차트 1위와 함께 미국 내 500만 회 이상의 다운로드를 기록했다.
데브는 2010년 10월 유니버설 리퍼블릭과 계약하고 첫 공식 싱글 "베이스 다운 로우(Bass Down Low)"를 12월에 발표했다. 이 곡은 최고로 미국에서 61위, 영국에서 10위를 기록했다. 데브의 데뷔 앨범 <더 나이트 더 선 케임 업(The Night The Sun Came Up)>은 2011년 9월 20일 발매되었다.

## 음악 스타일
데브의 일렉트로니카 및 "노래하며-말하기(sing-talk)" 식의 보컬 스타일은 동료 팝 가수인 케샤와 비교되고 있다. 데브는 이에 대해 "나는 내가 하는 것에 대해 충분히 자신이 있으므로 사람들은 나 그대로를 볼 것이다. (…) 난 왜 사람들이 우릴 비교하는지 이해하지만, 사람들이 내 라이브를 본다면 그렇게 우릴 연결짓지는 못할 것이다." 음악 블로그 아이돌레이터는 데브를 케샤에 비교하며 "데브의 비트는 약간 더 부드럽게 끊어지고 데브의 노래는 약간 더 팝보다 일렉트로적"이라고 지적했다. 케샤와 어피 둘에 비교되는 점에 대해 데브는 이렇게 말했다. "나는 좀 더 할 말이 많고 다방면의 사운드를 가질 능력이 있다고 느낄 뿐이다. 난 어떤 아티스트도 공격하지 않지만, 그들의 작품들로부터 여러분이 들어온 것보다 내가 여러분에게 약간 더 많이 보여드릴 수 있을 것이다. 내 앨범이 나오면 또 다른 언급이나 비교를 들을 필요가 없기를 바란다."
"팝 음악이지만 랩의 뿌리"에 팬들이 반응한다는 믿음에 따라, 데브 음악의 많은 부분은 덥스텝의 영감을 받았다. 데브는 "난 항상 힙합에 빠져 있었다"며 "내가 어릴 때 에미넴은 내 삶을 바꿔놓았다"고 고백하기도 했다. 연예잡지 더 할리우드 리포터는 데브의 "미래적"이고 "고동치는" 사운드를 언더그라운드 일렉트로클래시 뮤지션인 피치스와 옐에 비교했다. 데브의 음악 장르는 일렉트로크렁크, 일렉트로팝, 혹은 일렉트로합으로 불린다.